# Liste der Bischöfe von Penrith
Die Liste der Bischöfe von Penrith stellt die bischöflichen Titelträger der Church of England, der Diözese von Carlisle, in der Province of York dar. Der Titel wurde nach der Stadt Penrith benannt.
Der Titel wurde erstmals im Jahre 1534 erwähnt, nach dem Weihbischöflichen Act, dort als Pereth bezeichnet. Von dort an bis ins Jahr 1888 war der Titel unbesetzt und wurde im selben Jahr dann der Diözese Ripon zugeschlagen. Der eigentliche Titel war aber Richmond zugewandt, wo dieser dann von 1889 bis 1939 auch blieb. Im Jahr 1939 ging der Titel dann zur Diözese Carlisle über.
| Liste der Bischöfe von Penrith | Liste der Bischöfe von Penrith | Liste der Bischöfe von Penrith | Liste der Bischöfe von Penrith |
| ------------------------------ | ------------------------------ | ------------------------------ | ------------------------------ |
| Von                            | Bis                            | Name                           | Anmerkungen                    |
| 1534                           | 1888                           | in abeyance                    | in abeyance                    |
| 1888                           | 1889                           | John Pulleine                  | danach Bischof von Richmond    |
| 1889                           | 1939                           | in abeyance                    | in abeyance                    |
| 1939                           | 1944                           | Grandage Powell                |                                |
| 1944                           | 1959                           | Herbert Turner                 |                                |
| 1959                           | 1966                           | Cyril Bulley                   | danach Bischof von Carlisle    |
| 1967                           | 1970                           | Reginald Foskett               |                                |
| 1970                           | 1979                           | Edward Pugh                    |                                |
| 1979                           | 1994                           | George Hacker                  |                                |
| 1994                           | 2002                           | Richard Garrard                |                                |
| 2002                           | 2009                           | James Newcome                  | danach Bischof von Carlisle    |
| 2009                           | 2011                           | in abeyance                    | in abeyance                    |
| 2011                           | 2018                           | Robert Freeman                 |                                |
| 2019                           | 2021                           | Emma Ineson                    | danach Bischof von Kensington  |
| 2022                           | Gegenwart                      | Rob Saner-Haigh                |                                |